# Andraž Struna
Andraž Struna (Pirano, 23 aprile 1989) è un ex calciatore sloveno, di ruolo difensore.

## Biografia
È il fratello maggiore di Aljaž Struna, anch'egli calciatore.

## Caratteristiche tecniche
Terzino destro, può giocare anche come esterno sulla medesima fascia o come mediano

## Carriera

### Club
Nel gennaio del 2011 il Luka Koper lo cede al KS Cracovia in cambio di 350000 €.

### Nazionale
Il 15 agosto 2012 debutta contro la Romania (4-3).

## Palmarès

### Club

#### Competizioni nazionali
- Campionato sloveno: 1

Koper: 2009-2010
- Supercoppa di Slovenia: 1

Koper: 2010